# 和田洋一 (俳優)
和田 洋一（わだ よういち、1955年3月31日 - ）は、日本の俳優。本名同じ。新潟県出身。身長175cm。血液型はB型。劇団あすなろを経て、劇団アルファーを創立。

## 経歴・人物
舞台を中心に映画、テレビなど俳優として活躍している。1976年に『母をたずねて』で舞台デビュー。1999年公開の映画『地獄』では、オウム真理教の教祖、麻原彰晃をモデルにした教祖・瘡原を演じた。趣味はビデオ鑑賞とパチンコ。

## 出演作品

### テレビドラマ
- Gメン'75（TBS / 東映）
- エトロフ遥かなり（1993年、NHK）
- タイムスクープハンター スペシャル「幕末決死行！～江戸牢獄・限界長屋の実態～」（2009年、NHK）
- FACE MAKER File.3「オーディション」（2010年、NTV / 読売テレビ）
- 遺留捜査 第1シリーズ 第1話「玩具のピアノと乱れた足音」（2011年、テレビ朝日 / 東映）
- 吉原裏同心 第十回（2014年、NHK） - 又一
- どこにもない国（2018年、NHK）

### 映画
- 愛が聞こえますか
- 俺たちの約束
- 逃がれの街（1983年、東宝）
- 地獄（1999年、オーピー映画） - 宇宙真理教教祖・瘡原

### 舞台
- 母をたずねて
- 花よりタンゴ
- 赤色エレジー
- 検察側の証人
- 本日は御目出とうご愁傷
- 雰囲気のある死体
- 南の島に雪が降る

### ドキュメンタリー
- 驚きももの木20世紀

### バラエティ番組
- 目撃!ドキュン
- 奇跡体験!アンビリバボー

### CM
- NTT東日本・Bフレッツ
- NTTドコモ